# Kalkwerk Hollekamp

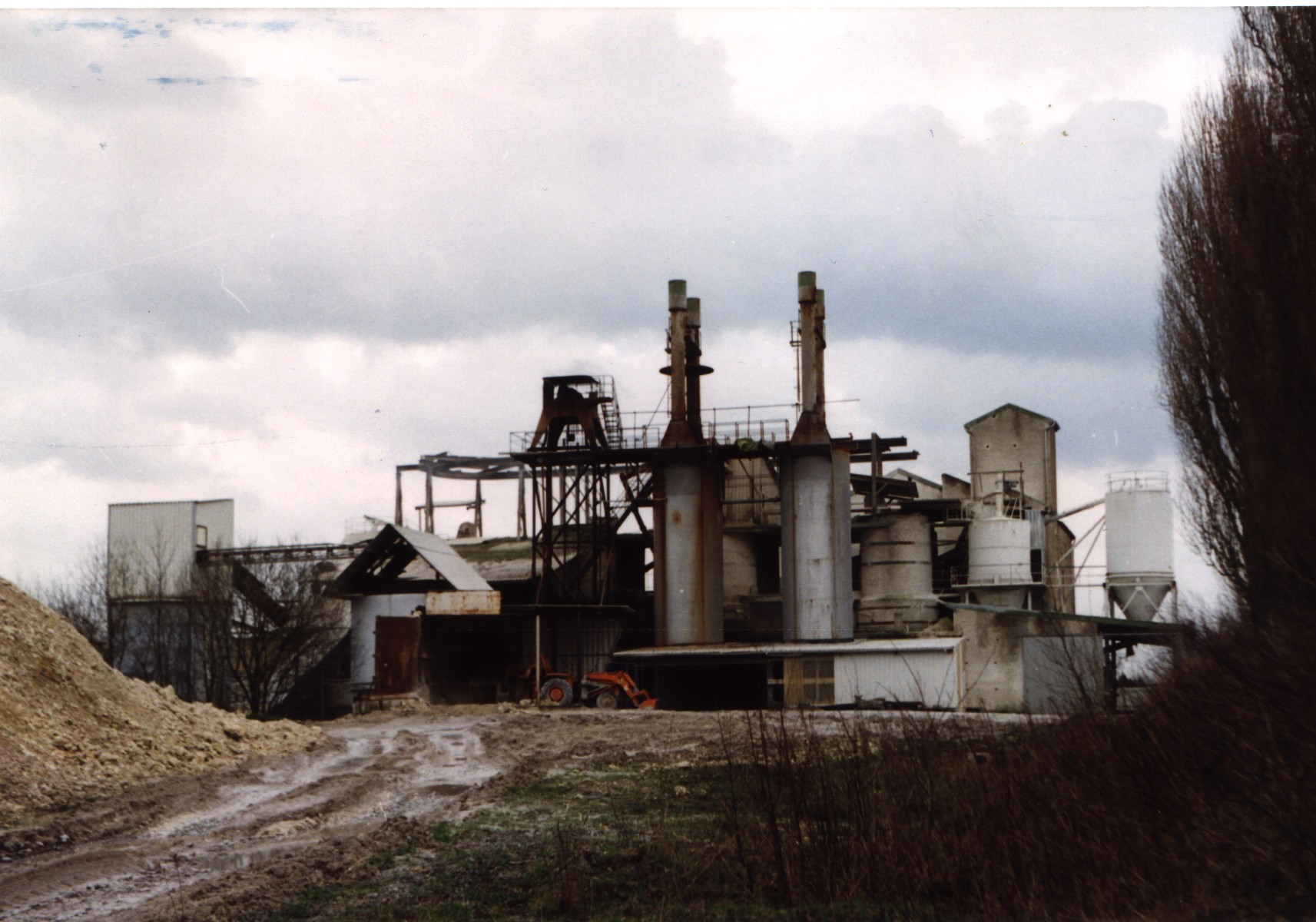
Mittlerweile historische Ansicht aus dem Jahr 1990.

Das Kalkwerk Hollekamp war ein Werk in Ahaus  zur Herstellung von Branntkalk für Landwirtschaft und (Bau-)Industrie mit zugehörigem Steinbruch und nach dem Familiennamen des Betreibers benannt. Der Steinbruch war ein bedeutender Aufschluss der Oberkreide und ist für seine Fossilienfunde bekannt. Nach dem heutigen Ahauser Stadtteil Wüllen, zu dem der Steinbruch gehörte, ist die auch heute noch so bezeichnete „Wüllenformation“ benannt. Nach Einstellung der Kalkgewinnung ist der Steinbruch zu einem See geworden und nicht mehr zugänglich. Trotzdem ist er ein eingetragenes paläontologisches Bodendenkmal.

## Historie

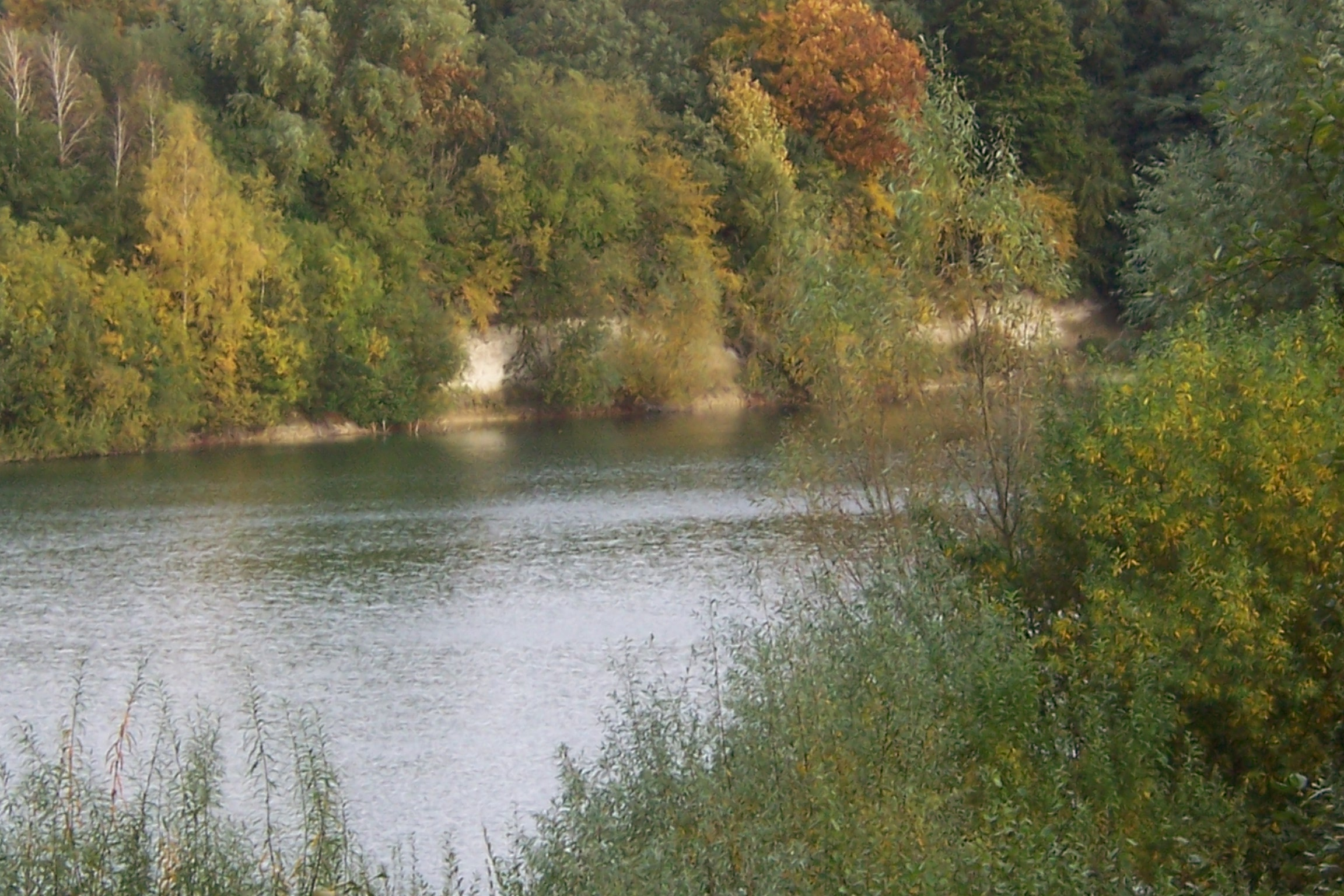
Zustand 2013.

Historische Flurbezeichnungen wie beispielsweise Kalkdiek zeugen von einem länger zurückliegenden Beginn der Lagerstättennutzung. Seit 1895 wurde Kalk in größerem Rahmen gewonnen, zunächst noch mit der Spitzhacke, später, bis 1986, mit Dynamit und dann ausschließlich mechanisch. 1995 wurde der Betrieb stillgelegt. Das ehemalige Betriebsgelände gehört heute der Lokalwerke Westmünsterland GmbH und ist als Wasserschutzgebiet ausgewiesen und umzäunt. An der Nordwestecke bietet eine zugänglich gemachte Stelle einen Blick auf das Gelände und auf den restlichen, noch aus dem Wasser ragenden Teil der Steilwände. Einen kurzen Abriss der Geologie und der Geschichte des Kalkwerkes Hollekamp bieten dort angebrachte Informationstafeln.

## Geologischer Aufbau und Fossilien
Im Kalkwerk Hollekamp wurde überwiegend weißer bis hellgrauer Kalkstein des unteren und mittleren Turoniums, aber auch des Cenomans aufgeschlossen. An Fossilien kamen vor allem Seeigel und Muscheln, aber auch Brachiopoden, Belemniten und Ammoniten vor. Von der Muschel Inoceramus lamarcki sind in Wüllen Funde von 80 cm Länge getätigt worden. Als herausragendster Fund gilt ein einzelner Knochen einer Meeresschildkröte (Cheloniidae).